# Medicina Democratica
Medicina Democratica è un movimento nato alla fine degli anni sessanta e fondato nel 1972 da Giulio Alfredo Maccacaro, che si è formalizzato nel primo congresso nazionale (Bologna 15/16 maggio 1976), divenuto cooperativa a r.l. nel 1978 a Milano (editrice della rivista omonima il cui numero 0 è uscito nel 1977), e infine associazione ONLUS a Milano nel 2003.

## Storia di Medicina Democratica
All'inizio del 1970 era maturata, nei fatti, una singolare rivolta "contro quelle statiche e sonnolenti interpretazioni dell'articolo 32, 1° co. Cost., risolventesi, tutt'al più, in classificazioni o in astratte categorie concettuali".
L'articolo 9 dello Statuto dei Diritti delle Lavoratrici e dei Lavoratori "proiettava in una dimensione collettiva, più articolata, e soprattutto credibile, quel diritto all'integrità psicofisica e morale, già previsto a livello individuale, nell'articolo 2087 del Codice Civile" (peraltro inapplicato nella sua dimensione prevenzionale).
Nei luoghi di lavoro, molti avevano capito che il diritto alla salute, delineato nell'ontologia costituzionale, precedeva e non seguiva l'organizzazione dell'impresa. L'impresa, nel postulato costituzionale, doveva organizzarsi sulla salute, non sulla sofferenza di chi lavora.

## Un modello: il Centro per la Salute Giulio Alfredo Maccacaro
L'atto costitutivo di Medicina Democratica risale ai primi anni settanta, mentre il suo Primo Congresso nazionale si è tenuto a Bologna nei giorni 15 e 16 maggio 1976, preceduto da un pre-convegno tenutosi a Milano nel 1975.
Non si pensò e non ci si pose l'obiettivo né di fondare una corporazione né di ripetere una rappresentanza sindacale, ma si volle dar corpo e vita a un'aggregazione spontanea e autonoma di gruppi di operai/e e di popolazione autoorganizzata sul territorio, assieme a tecnici, ricercatori e intellettuali, sul modello del Centro per la Salute Giulio A. Maccacaro, costituito da lavoratori e lavoratrici chimici della Montedison di Castellanza (VA) e di altre fabbriche dei diversi settori merceologici, uniti nel rifiuto di scambiare i livelli di rischio con gli aumenti salariali.
Il Centro per la Salute Giulio Alfredo Maccacaro già allora si proponeva di sviluppare metodologie di intervento in fabbrica sui temi della salute, della sicurezza e dell'ambiente, già sperimentate in anni di lavoro, nei molteplici campi della prevenzione dei rischi e delle nocività, della bonifica dei cicli produttivi e dell'ambiente inquinato all'interno come all'esterno dei luoghi di lavoro, con la partecipazione di migliaia di lavoratrici e di lavoratori appartenenti alle piccole, medie e grandi fabbriche italiane nonché a settori dei servizi, dalle banche agli ospedali.
Metodologie fondate sui principi:
- della partecipazione diretta delle lavoratrici e dei lavoratori alle indagini in fabbrica e della popolazione autoorganizzata nel territorio;
- dell'affermazione della soggettività operaia nella sua accezione più ampia e pregnante sia sul piano culturale che sindacale e tecnico-scientifico;
- del rifiuto della monetizzazione dei rischi e della nocività nei luoghi di lavoro così come nel territorio;
- del rifiuto della delega da parte del gruppo operaio di lavorazione omogeneo della propria salute ai tecnici;
- della non accettazione della cosiddetta neutralità della scienza e della tecnica e della oggettività dei cicli produttivi che da esse derivano;
- della informazione e formazione permanente, attraverso il corretto rapporto fra gruppo operaio omogeneo e tecnici sugli innumerevoli temi della salute, della sicurezza, dell'ambiente salubre e dei diritti umani.

Analoghi gruppi si erano costituiti in numerosi centri industriali come, per esempio, quelli di Aosta, Bari, Biella, Brindisi, Bologna, Firenze, Foligno, Genova, Lecce, Lecco, Massa Carrara, Milano, Napoli, Novara-Pallanza Verbania, Nuoro, Padova, Palermo, Pavia, Perugia, Portici, Pinerolo, Reggio Emilia, Roma, Salerno, Savona, Torino, Varese, Venezia.

## La lotta per la salute
Per la prima volta, per quanto è dato sapere, si affermò e si volle rivendicare la "centralità della lotta per la salute" nei luoghi stessi dove si realizzavano insieme e in massimo grado «la concentrazione della nocività e la spoliazione di questo bene primario, quale estremo e preciso portato di una scienza lungamente votatasi alla organizzazione 'scientifica' del lavoro».
Nei luoghi stessi dove la "lotta collettiva per la salute, investiva il modo della produzione e lo contestava proprio sul punto nodale della sua falsa e deviata razionalità" (Giulio A. Maccacaro, Relazione introduttiva al Primo Congresso nazionale di fondazione di Medicina Democratica - Movimento di Lotta per la Salute: vedi ).
Una lotta collettiva per la salute, la sicurezza, l'ambiente salubre, i diritti umani che contestava alla radice non solo come produrre ma anche cosa, per chi e dove produrre.
Da questo impegno si forma e con queste finalità si muove e opera Medicina Democratica fin dagli anni '70 affermando la positiva sussistenza di un diritto soggettivo perfetto (alla salute), che non poteva rientrare nel sinallagma contrattuale: la garanzia della salubrità dell'ambiente essendo un presupposto collocato all'esterno di ogni singolo rapporto di lavoro.
Diritto non negoziabile e, in tal senso, generatore di un diritto intersoggettivo, per adoperare i termini usati da alcuni giuristi (Montuschi, sempre nel Commentario citato, e la rivista Quale Giustizia, nei fascicoli 21/22 e 27/28, La Nuova Italia, 1974).

## Le finalità
Al Congresso di Bologna, Medicina Democratica traccia dunque le linee culturali e scientifiche ancor prima che politiche del suo programma:
- tutelare attraverso azioni concrete, sul piano delle istituzioni, il diritto alla salute dei cittadini, delle lavoratrici e dei lavoratori, dei pensionati, dei disoccupati e delle persone deboli socialmente contro la loro emarginazione ed esclusione;
- intervenire, sul piano delle iniziative politiche e giuridiche, ogni qualvolta questo diritto, nella sua più estesa accezione, venga leso;
- promuovere l'affermazione di una politica della prevenzione dei rischi e delle nocività all'interno come all'esterno dei luoghi di lavoro nonché della salute e medicina pubblica;
- favorire l'incontro con istituzioni, gruppi, movimenti, leghe, comitati, associazioni, operanti per l'affermazione dei diritti alla salute, alla sicurezza, all'ambiente salubre, nonché per affermare i diritti umani, mettendo a disposizione le proprie competenze e strutture, ogni volta ciò si renda necessario.

## Le azioni positive
Sui principi fondamentali sopra ricordati, Medicina Democratica ha sviluppato e prodotto documenti, iniziative e proposte in tutti gli ambiti della salute.
In effetti, fin dall'inizio l'azione del suo principale fondatore il prof. Giulio Maccacaro che ebbe il merito, fra quelli scientifici a lui attribuiti, di avere portato fra i primi l'epidemiologia in Italia, oltre che di avere definito saldi principi sulla sperimentazione clinica (per l'uomo e con l'uomo e non sull'uomo), di avere stabilito quali dovevano essere i diritti del malato ed in particolare del bambino malato, fino ad andare a spaziare nella formazione del medico e nella costruzione della Riforma sanitaria e della Casa della Salute (si vedano gli scritti di Giulio A. Maccacaro in una raccolta edita da Feltrinelli, non più sul mercato: "Per una Medicina da rinnovare").
Del resto la figura di Giulio Maccacaro spaziò nel campo della medicina e della sanità, quanto quella di Franco Basaglia nella salute mentale. Sulla base dei principi maturati dalle lotte operaie e dalla scienza di Giulio Maccacaro, Medicina Democratica elaborò una proposta di legge di Riforma Sanitaria che venne presentata nel 1977 dall'on. Gorla e successivamente contribuì alla stesura di un'ulteriore proposta insieme all'Associazione Esposti Amianto (AEA) per la messa al bando dell'amianto, presentata un anno prima della promulgazione della legge del 1992 dall'on. Bianca Guidetti Serra.
Del resto, la stessa AEA (ora AIEA - associazione italiana degli esposti all'amianto) fu fondata da Medicina Democratica a Casale Monferrato nel 1989 con sede a Milano nella stessa sede. Non solo, ma Medicina Democratica contribuì alla nascita della associazione lombarda- "Senza Limiti (coordinamento interassociativo per la cura e riabilitazione degli anziani cronici non autosufficienti)", nonché dell'associazione per la realizzazione delle Unità Spinali Unipolari. Per finire, collaborò alla fondazione del Forum per la difesa della salute di Milano e Lombardia.

## Le pubblicazioni
Dal 1977 l'associazione documenta la sua attività sulla omonima.

## Le azioni processuali
Medicina Democratica è impegnata in molti processi per affermare il diritto alla salute dei lavoratori colpiti da malattie e morte a seguito delle esposizioni a sostanze cancerogene. Come nel processo contro l'ex Enichem di Manfredonia e nel processo più grande e più importante (quello contro ex Montedison ed ex Enichem di Marghera)
Si è costituita come parte civile nei processi ThyssenKrupp e Eternit  a Torino , Clinica Santa Rita a Milano e strage di Viareggio a Lucca